# 靚榮
靚榮（1886年—1948年1月26日），原名張華泉，廣東廣州府東莞縣篁村人，著名粵劇演員，是20世紀20年代武生王。他與金山炳、靚次伯、千里駒、白駒榮等人齊名，把戲台演唱語言從官話改為粵語。
大約在清朝光緒後期，靚榮與金山炳、周瑜利等人受聘乘“總結” 號輪船赴美演出。回到廣州時，加入“漢同春”戲班。次年，轉投“漢天樂”班。靚榮為當時首屈一指武生，工架老到，擅長飾演岳飛、文天祥、關羽與楚霸王等英雄人物，首本戲有《霸王別姬》、《岳武穆班師》、《沙陀班兵》、《關張戰古城》等劇目。
靚榮擅演白鬚、黑鬚、武生及丑生。在《華容道》中，靚榮先飾魯肅，後飾關羽，演來得心應手。他文武佳能，唱做俱佳，中氣充足，嗓音洪亮，唱工精煉，運腔自然，咬線露字，手腳功架、關目身型，扎實有勁。
1904年，與陳少白與程子儀、李紀堂在廣州河南海幢寺創辦「采南歌」戲班。當時「采南歌」是新式粵劇學校，宣傳民主革命信息，表演的都是《地府鬧革命》、《文天祥殉國》、《兒女英雄》、《俠男兒》等新戲。
1920年代，靚榮的首本戲《楚霸王別姬》與《沙陀班兵》中的演唱段落被錄製成唱片，現存於佛山市粵劇博物館。
1930年代，靚榮曾任八和會館理事。抗日戰爭前應邀到秘魯演出，廣州淪陷後，靚榮再赴美國舊金山（三藩市）演出謀生，1946年才返回廣州。
1948年在廣州海珠大戲院演出時，在台上中風，送往柔濟醫院搶救不治，享年六十二歲。

## 外部連結
- 靚榮：粵劇傳奇“武生王” （页面存档备份，存于）